# Rudolph Facius
Leberecht Rudolph Facius (* 12. August 1861 in Lugau; † 29. März 1921 ebenda) war ein deutscher Unternehmer und konservativer Politiker.

## Leben und Beruf
Gemeinsam mit seinem jüngeren Bruder Johannes (1865–1932) übernahm er 1893 die von ihrem Vater, 1878 dem Kaufmann und Fabrikbesitzer Johann Rudolph Facius (1832–1886), begründete Kammgarnspinnerei Fa. Rudolf Facius & Söhne in Lugau. Von 1901 bis 1909 vertrat er den 36. ländlichen Wahlkreis in der II. Kammer des Sächsischen Landtags gewählt, der er bis 1897 angehörte. Nach dem Tod von Rudolph Facius wurde die Kammgarnspinnerei von Erben als Kommanditgesellschaft weitergeführt.